# Feelin Kinda Free
Feelin Kinda Free — шестой студийный альбом австралийской рок-группы The Drones и их последний перед перерывом, выпущенный в марте 2016 года на собственном лейбле Tropical Fuck Storm Records. Устав от более рок-ориентированного звучания группы до этого момента, фронтмен Гарет Лиддьярд увлёкся как винтажным, так и современным электронным оборудованием — от драм-машин и сэмплеров до синтезатора Teenage Engineering OP-1 — при разработке звучания альбома. Его музыкальный стиль, бросающий вызов жанрам, описывается как инстинктивный и зловещий, с относительным отсутствием гитар и заметным использованием электронных текстур. Его сессии также ознаменовались первым появлением барабанщика Кристиана Страйбоша со времён альбома 2005 года Wait Long by the River and the Bodies of Your Enemies Will Float By.
Их самый короткий альбом, Feelin Kinda Free, продолжительностью чуть более 40 минут, получил довольно положительные отзывы за своё эклектичное звучание и более мрачную, более политизированную лирику Лиддьярда. Он также занял 12-е место в чарте ARIA Charts — самое высокое место в истории группы на тот момент. Альбом появлялся в многочисленных годовых списках и позже был выбран журналом Junkee одним из лучших австралийских альбомов десятилетия.

## История
После выхода альбома I See Seaweed в 2013 году основатель Drones Гарет Лиддьярд выразил желание отойти от более рок-ориентированного стиля предыдущих альбомов Drones в их следующем проекте. «До того, как мы переехали в Мельбурн в 90-х, — сказал он в интервью Musicfeeds, — мы были очень странно звучащей группой. Именно Мельбурн сделал нас более рок-группой, что в какой-то степени помогло нам получать концерты. В каком-то смысле это возвращение к тому, какими мы были раньше — напивались, кайфовали, нюхали всё, что попадалось под руку, и сочиняли странные песенки».
Вся суть заключалась в том, чтобы не использовать блюзовые гитары […] Я слушал очень старые четырёхдорожечные кассеты 90-х, которые мы записали с [бывшим участником The Drones] Руи [Периерой], и все они были совершенно странными. Это было почти как играть на двух гитарах что-то американское, кантри, блюзовое — это было для нас не по зубам. Нам пришлось этому научиться. Но быть совершенно странным — это так естественно. Это было облегчением. Все были на нашей стороне, все были спокойны.

## Релиз
Альбом был выпущен 18 марта 2016 года на лейбле Tropical Fuck Storm Records. Видеоклипы на треки «Taman Shud», «Boredom» и «To Think That I Once Loved You» были доступны на YouTube.

### Обложка альбома
На обложке изображён нераскрытый код из уголовного дела «Тамам Шуд» (1948). Он был «найден написанным на клочке бумаги, вырванном из книги, найденной в автомобильном пространстве случайного мужчины, который оказался в кармане неопознанного трупа на пляже Сомертон в Аделаиде в 1948 году». Об этом инциденте Лиддьярд сказал: «Это хорошо известно, […] Все в Америке знают обо всей этой чёртовой истории, но никто в Австралии не интересуется ничем австралийским».

## Отзывы
| Совокупная оценка | Совокупная оценка |
| Источник          | Оценка            |
| ----------------- | ----------------- |
| Metacritic        | 71/100            |
| Оценки критиков   |                   |
| Источник          | Оценка            |
| AllMusic          | [ 3 ]             |
| Drowned in Sound  | 8/10              |
| The Guardian      | [ 2 ]             |
| Louder Than War   | 9/10              |
| Mojo              | [ 17 ]            |
| Mondo Sonoro      | 9/10              |
| Ox-Fanzine        | [ 19 ]            |
| Q                 | [ 20 ]            |
| Record Collector  | [ 21 ]            |
| Uncut             | 7/10              |

Альбом получил положительные отзывы музыкальной критики и интернет-изданий. Альбом получил оценку Metacritic 71 балл из 100 на основе 7 рецензий, что означает «в целом благоприятный» приём критиков.
Drowned in Sound назвал его «лучшим саундтреком к апокалипсису, который вы когда-либо слышали», а The Guardian назвал его «зловещим, авангардным допросом Австралии», написав далее, что «звучит как работа менее суровой и гораздо более провокационной группы». Louder Than War назвал его «мастер-классом по року, бросающему вызов жанрам», в котором «пленных не берут». По данным Record Collector, альбом «охватывает так много тем — музыкально, тематически, философски, политически — что он словно целая жизнь, переживаемая одновременно в вашей голове», назвав его «важным» в «современном мире, который всё больше подстраивается под нетребовательную аудиторию и сокращается количество внимания». Назвав этот альбом лучшей работой группы, Дарио Гарсия Кото из испанского журнала Mondo Sonoro похвалил группу за отказ от своего старого звучания, сохранив при этом свой «грязный и едкий эпический» стиль.
All Music Guide to the Blues был более сдержан в своих похвалах, написав, что «(это) определённо не для жизнерадостного прослушивания, и его бесчисленные региональные аллюзии нелегко проанализировать тем, кто не является австралийцем», несмотря на то, что назвал его захватывающим «на интеллектуальном уровне, который (является) постоянно опьяняющим, даже в своих самых смертоносных проявлениях». Q дал более смешанную рецензию, назвав альбом «беспорядочным, но […] тем не менее поглощающим».

### Итоговые списки
| Публикация   | Страна         | Работа            | Список                                                                     | Год  | Ранг |
| ------------ | -------------- | ----------------- | -------------------------------------------------------------------------- | ---- | ---- |
| Double J     | Австралия      | Feelin Kinda Free | 50 Best Albums of 2016                                                     | 2016 | 3    |
| Herald Sun   | Австралия      | Feelin Kinda Free | Rock City: The best 16 of '16                                              | 2016 | 3    |
| FasterLouder | Австралия      | Feelin Kinda Free | 50 Best Albums of 2016                                                     | 2016 | 7    |
| Gigwise      | Великобритания | Feelin Kinda Free | 51 Best Albums of 2016                                                     | 2016 | 10   |
| Mondosonoro  | Испания        | Feelin Kinda Free | Top International Albums of 2016                                           | 2016 | 10   |
| Rockdelux    | Испания        | Feelin Kinda Free | Top International Albums of 2016                                           | 2016 | 29   |
| The Guardian | Великобритания | «Taman Shud»      | Briggs, Camp Cope, the Drones: here are all the great Aussie protest songs | 2018 | -    |
| Junkee       | Австралия      | Feelin Kinda Free | The 50 Best Australian Albums of the Decade                                | 2019 | -    |

## Список композиций
Слова и музыка всех песен — The Drones.
| №                   | Название                         | Длительность |
| ------------------- | -------------------------------- | ------------ |
| 1.                  | «Private Execution»              | 7:11         |
| 2.                  | «Taman Shud»                     | 3:27         |
| 3.                  | «Then They Came for Me»          | 4:18         |
| 4.                  | «To Think That I Once Loved You» | 6:14         |
| 5.                  | «Tailwind»                       | 5:32         |
| 6.                  | «Boredom»                        | 3:23         |
| 7.                  | «Sometimes»                      | 3:56         |
| 8.                  | «Shut Down SETI»                 | 6:01         |
| Общая длительность: | Общая длительность:              | 40:02        |

## Чарты
| Чарт (2013)                          | Высшая позиция |
| ------------------------------------ | -------------- |
| Австралия (ARIA)                     | 12             |
| Австралия (Independent Label Albums) | 1              |